# 1864 en Bretagne
 Chronologie de la Bretagne
- 1860
- 1861
- 1862
- 1863
- 1864
- 1865
- 1866
- 1867
- 1868

Cette page recense des événements qui se sont produits durant l'année 1864 en Bretagne.

## Société

### Décès

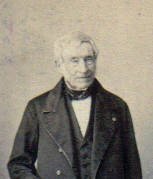
Louis-Aimé Cosmao Dumanoir

- 8 décembre à Lorient : Louis-Aimé Cosmao Dumanoir (né le 10 août 1783 à Brest), officier de marine français du XIXe siècle, contre-amiral, préfet maritime